# Švýcarská strana zelených
Švýcarská strana zelených (něm. Grüne Partei der Schweiz; fr. Parti écologiste suisse; it. Partito ecologista svizzero; rétorománsky Partida ecologica svizra, zkratka GPS) je švýcarská politická strana prosazující zelenou politiku.

## Historie
První lokální zelená strana byla ve Švýcarsku založena v roce 1971 v městě Neuchâtel. Prvním zeleným poslancem, který byl zvolen do Národní rady, byl v 1979 Daniel Brélaz. Následoval vznik řady zelených stran a hnutí na úrovni kantonů. V roce 1983 vznikly dvě celostátní zelené strany – Federace švýcarských zelených stran a Švýcarská strana zelené alternativy. O deset let později se původní federace přejmenovala na Švýcarskou stranu zelených. V posledních 20 letech je strana pravidelně úspěšná jak ve volbách na místní, tak na národní úrovni.

## Vývoj zastoupení Švýcarské strany zelených v Národní radě
Zelení zástupci v Národní radě (celkem 200 křesel)
- 1979 – 1 člen
- 1983 – 4 členů
- 1987 – 11 členů
- 1991 – 14 členů
- 1995 – 9 členů
- 1999 – 9 členů
- 2003 – 14 členů
- 2007 – 20 členů

## Policies
Švýcarští zelení – tak jako jejich kolegové z jiných zemí – kladou hlavní důraz na ochranu přírody (zejména v oblasti dopravy). V případě zahraniční politiky na první místo kladou pacifismus. V ekonomické oblasti jsou místní zelení středolevicoví. Drtivá většina zelených podporuje vstup země do Evropské unie. V otázce imigrace ŠSZ prosazuje rozsáhlou integrační podporu pro přistěhovalce. Jsou příznivci alternativních zdrojů energie a zvyšování úspor, nesouhlasí s využíváním jaderné energie.